# Чаглінський сільський округ
Ча́глінський сільський округ (каз. Чаглинка ауылдық округі, рос. Чаглинский сельский округ) — адміністративна одиниця у складі Зерендинського району Акмолинської області Казахстану. Адміністративний центр — село Шагалали.
Населення — 2933 особи (2021; 3199 у 2009, 3114 у 1999, 4529 у 1989).
Станом на 1989 рік існувала Чаглінська сільська рада (села Водоп'яновка, Енбекбірлік, Первомайське, Уяли, Чаглінка).

## Склад
До складу округу входять такі населені пункти:
| Населений пункт   | Населення, осіб (1989) | Населення, осіб (1999) | Населення, осіб (2009) | Населення, осіб (2021) |
| ----------------- | ---------------------- | ---------------------- | ---------------------- | ---------------------- |
| Акадир, село      | 310                    | 379                    | 475                    | 457                    |
| Єнбекбірлік, село | 113                    | 98                     | 73                     | 38                     |
| Єскенежал, село   | 481                    | 365                    | 164                    | 184                    |
| Уяли, село        | 365                    | 288                    | 217                    | 148                    |
| Шагалали, село    | 3260                   | 1984                   | 2270                   | 2106                   |